# Renkum
Renkum es un municipio y una localidad de la Provincia de Güeldres de los Países Bajos.

## Galería

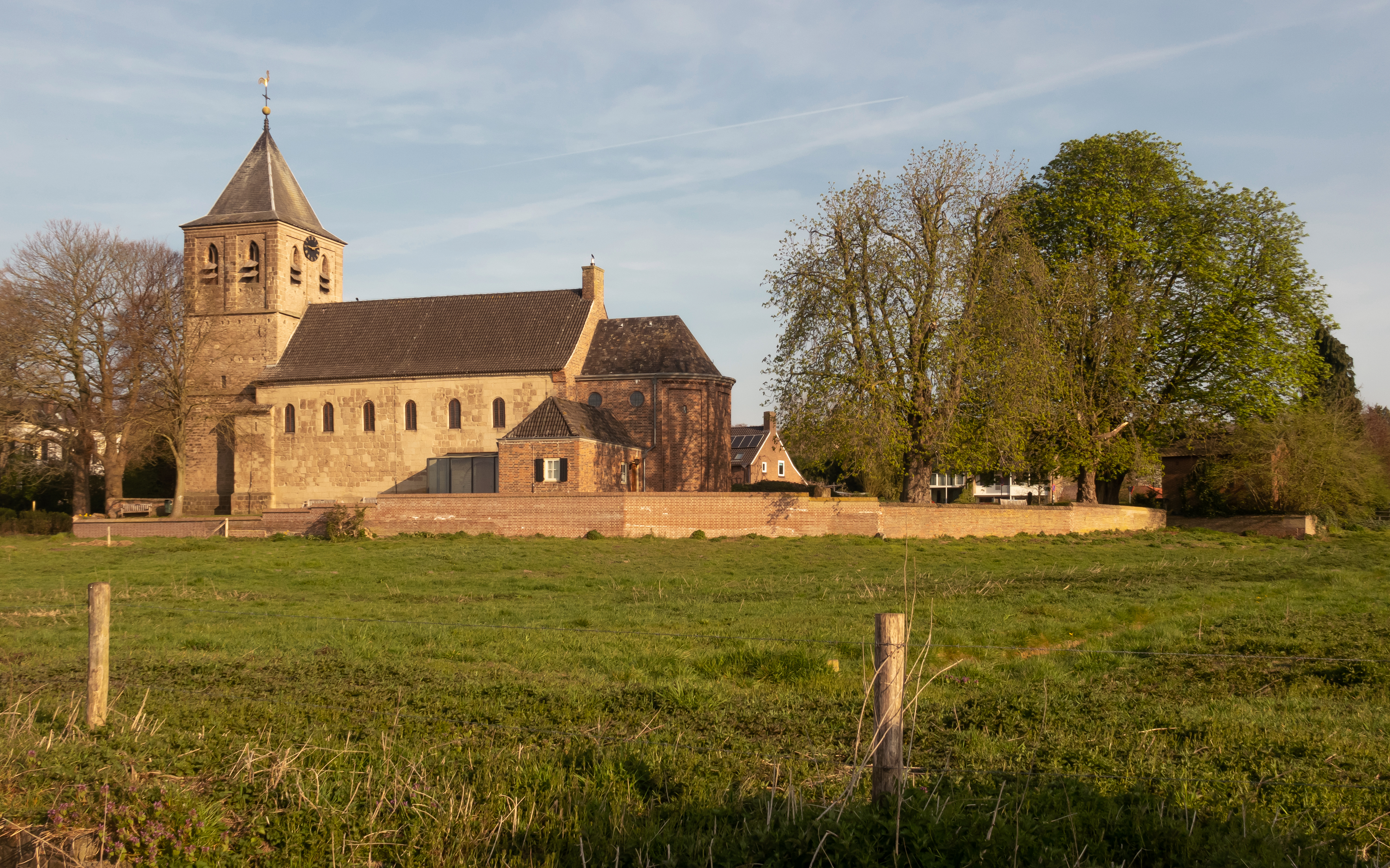
Oosterbeek, la iglesia: la Oude Kerk
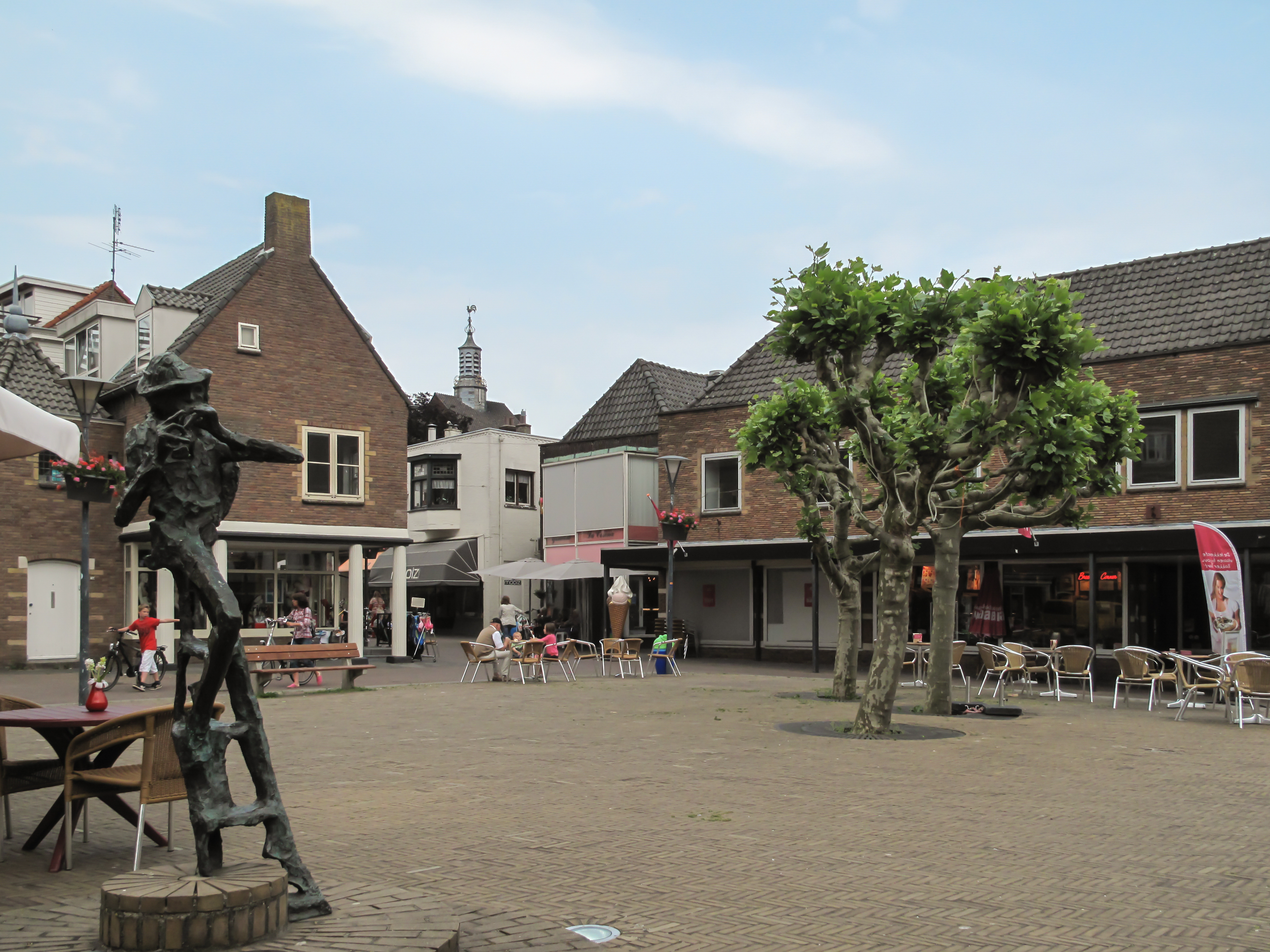
Renkum, vista en la calle
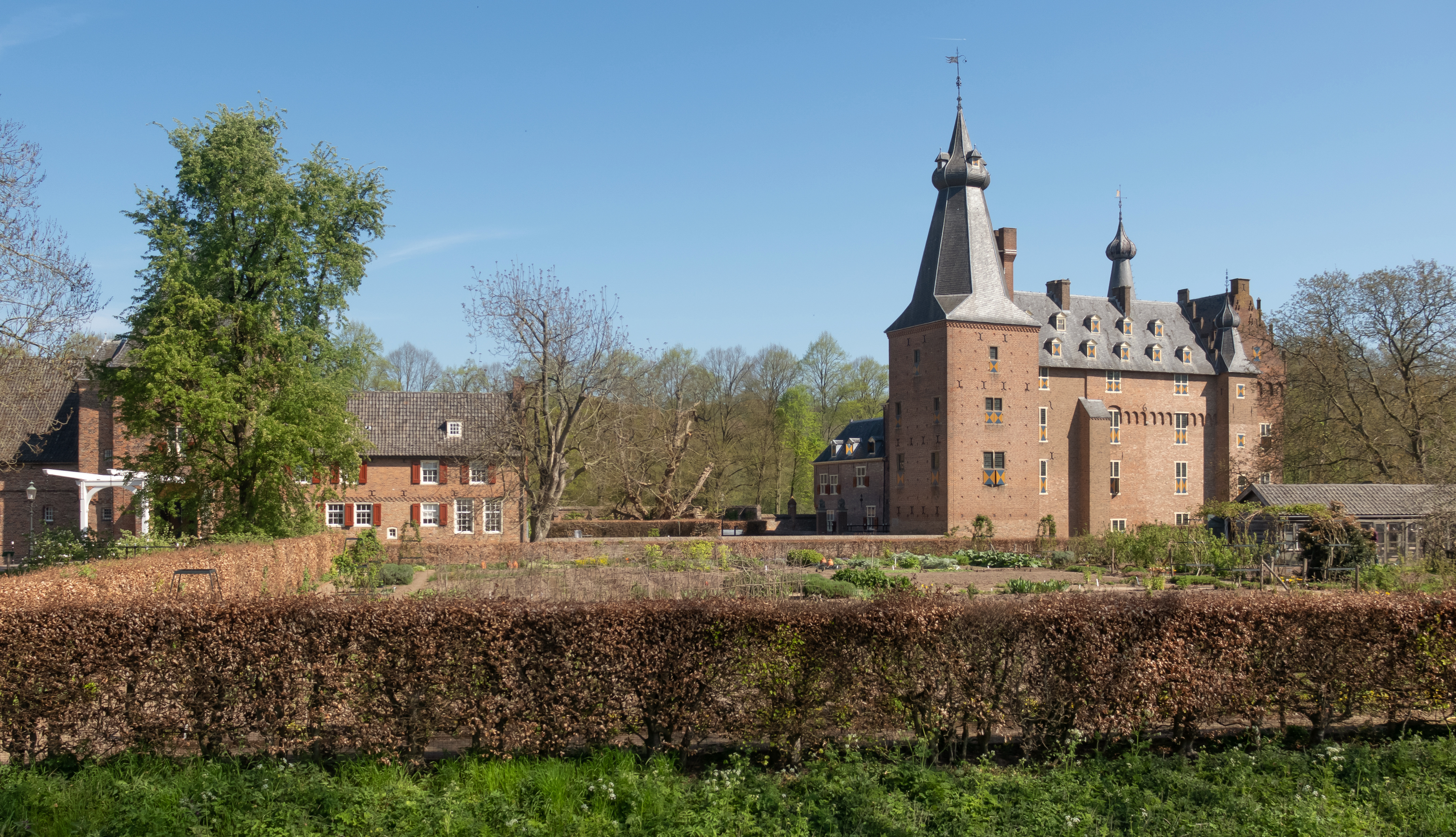
Doorwerth, el castillo: Kasteel Doorwerth
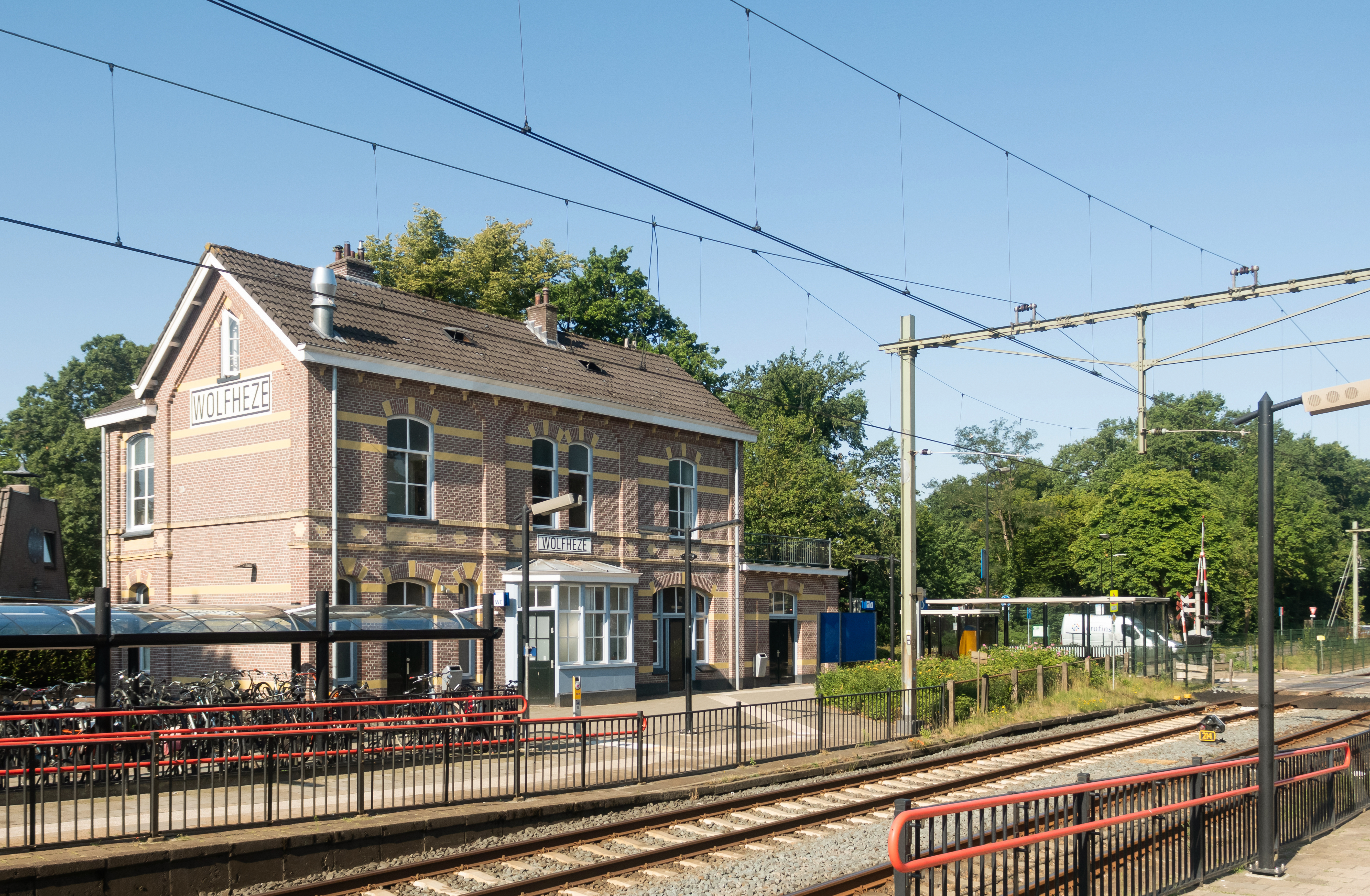
Wolfheze, el estación